# Comuna Glodeanu Sărat, Buzău
Glodeanu Sărat este o comună în județul Buzău, Muntenia, România, formată din satele Căldărușanca, Glodeanu Sărat (reședința), Ileana și Pitulicea.

## Așezare
Comuna se află în extremitatea sud-vestică a acestui județ, la limita cu județele Prahova și Ialomița, în Câmpia Română, în valea râului Sărata și este străbătută prin partea sa vestică de șoseaua națională DN2. Aici, în dreptul localității componente Căldărușanca, drumul național se intersectează cu șoseaua județeană DJ102H, care leagă comuna de orașul prahovean Mizil către nord-vest, și de Glodeanu-Siliștea și comunele din nordul județului vecin Ialomița, terminându-se la Miloșești în DN2C.Distanta pana la resedinta judetului , Buzau , este de 37 km . Alte orase apropiate sunt Mizil (21 km) si Urziceni (20 km). 

## Demografie
Componența etnică a comunei Glodeanu Sărat
     Români (87,21%)
     Romi (4,56%)
     Alte etnii (0,08%)
     Necunoscută (8,15%)
Componența confesională a comunei Glodeanu Sărat
     Ortodocși (82,63%)
     Adventiști (8,26%)
     Alte religii (0,83%)
     Necunoscută (8,28%)
Conform recensământului efectuat în 2021, populația comunei Glodeanu Sărat se ridică la 3.730 de locuitori, în scădere față de recensământul anterior din 2011, când fuseseră înregistrați 4.469 de locuitori. Majoritatea locuitorilor sunt români (87,21%), cu o minoritate de romi (4,56%), iar pentru 8,15% nu se cunoaște apartenența etnică. Din punct de vedere confesional, majoritatea locuitorilor sunt ortodocși (82,63%), cu o minoritate de adventiști (8,26%), iar pentru 8,28% nu se cunoaște apartenența confesională.

## Politică și administrație
Comuna Glodeanu Sărat este administrată de un primar și un consiliu local compus din 13 consilieri. Primarul, Marin Rusu[*], de la Partidul Național Liberal, este în funcție din 1 noiembrie 2024. Începând cu alegerile locale din 2024, consiliul local are următoarea componență pe partide politice:
|  | Partid                    | Consilieri | Componența Consiliului | Componența Consiliului | Componența Consiliului | Componența Consiliului | Componența Consiliului | Componența Consiliului | Componența Consiliului |
|  | ------------------------- | ---------- | ---------------------- | ---------------------- | ---------------------- | ---------------------- | ---------------------- | ---------------------- | ---------------------- |
|  | Partidul Național Liberal | 7          |                        |                        |                        |                        |                        |                        |                        |
|  | Partidul Social Democrat  | 6          |                        |                        |                        |                        |                        |                        |                        |

## Istorie
La sfârșitul secolului al XIX-lea, comuna era arondată plășii Tohani din județul Buzău și era formată din satele Cufuritu, Florica și Glodeanu Sărat, cu o populație de 2830 de locuitori ce trăiau în 636 de case. În comună funcționau 4 stâne, 3 biserici și o școală mixtă cu 125 de elevi. În 1925, după ce satul Florica a fost trecut la comuna Mihăilești, în comuna Glodeanu Sărat, aflată acum în plasa Glodeanurile a aceluiași județ, trăiau 3340 de locuitori, în satele Glodeanu Sărat, Pitulicea, Căldărușanca, Cufuritu și în cătunul Ileana. În 1931, lege administrației locale marchează unirea satelor Pitulicea și Cufuritu, sub numele de Pitulicea-Cafurita.
În 1950, comuna a fost inclusă în raionul Mizil al regiunii Buzău și apoi (după 1952) al regiunii Ploiești. În 1968, comuna a revenit la județul Buzău, reînființat.